# Habronyx subinsidiator
Habronyx subinsidiator är en stekelart som beskrevs av Wang 1985. Habronyx subinsidiator ingår i släktet Habronyx och familjen brokparasitsteklar. Inga underarter finns listade i Catalogue of Life.